# Francesc Mercadal
Francesc Mercadal (Menorca, s. XVII-?) va ser un escriptor i eclesiàstic balear, fou prevere de l'església de Maó.
Les obres conservades fins avui són:
- Manuscrit de Notícies antigues de l'illa de Menorca
- L'obra de teatre Presa de Menorca per lo rei Anfós